# Clonación comercial de animales

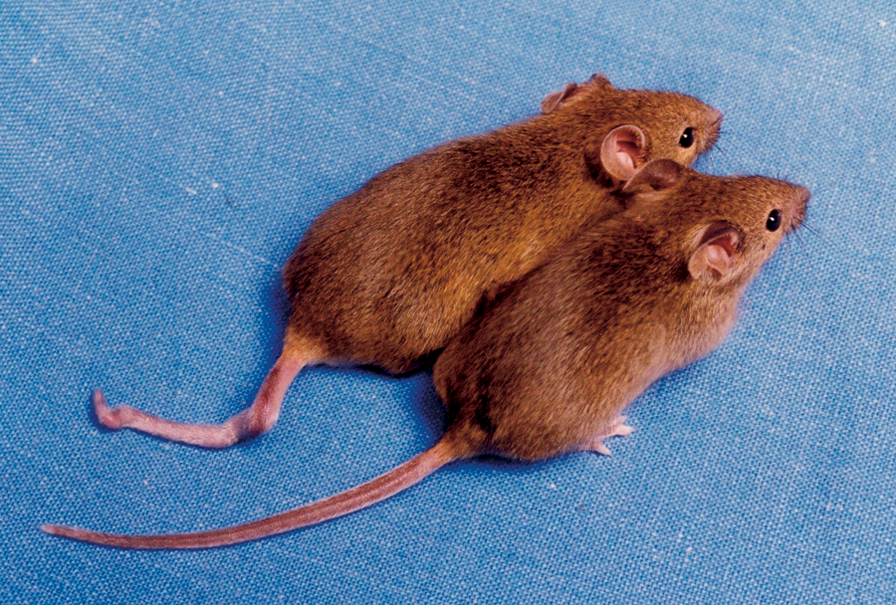
Dos ratones clonados con diferente metilación del ADN (el de la parte superior de la imagen, presenta una malformación en la cola)

La clonación comercial de animales es una actividad  que consiste en la replicación de organismos genéticamente idénticos con fines económicos, entre los que pueden citarse la ganadería, la investigación médica, la obtención de camellos y de caballos de carreras, la clonación de mascotas y la restauración de poblaciones de especies en peligro de extinción. La técnica de la clonación de animales se puso en práctica con éxito por primera vez en 1996, cuando se logró la replicación de la oveja Dolly en el Instituto Roslin de Edimburgo.

## Métodos de clonación
El traslado o copia de todos (o casi todos) los genes de un animal para formar un segundo animal, genéticamente casi idéntico, se realiza habitualmente utilizando uno de estos tres métodos: la técnica de Roslin, la técnica de Honolulu o la técnica de hermanamiento artificial. Los dos primeros métodos implican un proceso conocido como transferencia nuclear de células somáticas, con la diferencia de que en la primera técnica se transfiere una célula completa, y en la segunda solo se transfiere un núcleo. En este proceso, se extrae un oocito de una madre subrogada y se somete a una enucleación, un proceso que elimina el núcleo del interior del ovocito. A continuación, se extraen células somáticas del animal que se va a clonar, se transfieren al ovocito en blanco para proporcionar material genético y se fusionan con el ovocito utilizando una corriente eléctrica. El ovocito se activa y se vuelve a insertar en la madre subrogada. El resultado es la formación de un animal que es casi genéticamente idéntico al animal del que se extrajeron las células somáticas. Si bien antes se creía que la transferencia nuclear de células somáticas solo funcionaba utilizando material genético de células somáticas descongeladas o congeladas con crioprotección (para evitar el daño celular causado por la congelación), ahora se ha demostrado que la clonación exitosa de perros en varias razas se realiza utilizando células somáticas sin protección de especímenes que habían estado congelados durante hasta cuatro días. El tercer método de clonación implica la división de un embrión, el proceso de tomar los blastómeros de un embrión animal muy temprano y separarlos antes de que se diferencien, para crear dos o más organismos separados. Cuando se utiliza la división del embrión, la clonación debe producirse antes del nacimiento del animal, y los clones crecen al mismo tiempo (de manera similar a los gemelos monocigóticos).

## Clonación de ganado
La Administración de Alimentos y Medicamentos Estadounidense ha llegado a la conclusión de que "los alimentos procedentes de clones de ganado vacuno, porcino y caprino son tan seguros para el consumo como los alimentos procedentes de cualquier otro ganado vacuno, porcino o caprino". También se ha observado que el principal uso de los clones agrícolas es producir ganado de cría, no alimentos. Los clones permiten a los ganaderos mejorar la calidad general de sus rebaños al producir más copias de los mejores animales del rebaño. Estos animales se utilizan luego para la cría convencional, y las crías reproducidas sexualmente se convierten en animales productores de alimentos. Los objetivos de la clonación enumerados por la FDA incluyen "resistencia a las enfermedades... idoneidad para el clima... tipo de cuerpo de calidad... fertilidad... y preferencia del mercado (delgadez, ternura, color, tamaño de varios cortes, etc.)" La productividad de la leche es otro rasgo deseable para el que se utiliza la clonación, incluso en el caso de las "supervacas" clonadas.

## Usos médicos
Se han trasplantado órganos de cerdos clonados a pacientes humanos. (véase xenotrasplante).
También se han clonado perros detectores de cáncer. Un artículo de revisión concluyó que "se pueden producir perros de trabajo de élite calificados mediante la clonación de un perro de trabajo que exhiba tanto un temperamento apropiado como buena salud".

## Otros animales de trabajo con alto rendimiento
En 2011 se informó sobre la clonación de perros con grandes capacidades olfativas para el control de equipajes y mercancías en aeropuertos, cuatro años después de que se jubilara el perro que sirvió como su donante genético. También se informó sobre la clonación de un perro de rescate exitoso en 2009 y de un perro policía en 2019.

## Animales en peligro de extinción y extintos
El único animal extinto que se ha clonado hasta 2022 es una cabra pirenaica, nacida el 30 de julio de 2003 en España, que murió minutos después debido a defectos físicos en los pulmones.
Se han clonado algunos animales para añadir diversidad genética a especies en peligro de extinción con pequeñas poblaciones restantes, evitando así la depresión endogámica. Entre los centros que realizan esta técnica se encuentran ViaGen, con la ayuda del Zoo Frozen de San Diego, y Revive & Restore. Esta actividad también se conoce como "clonación de conservación". Dos ejemplos son mustela nigripes y Equus ferus przewalskii.
En 2022, el primer lobo ártico clonado del mundo, "Maya", nació en Pekín mediante los trabajos realizados por la empresa china Sinogene Biotechnology. Aunque los lobos árticos ya no figuran en la Lista Roja de la UICN como especie en peligro de extinción, la técnica se puede utilizar para ayudar a otros animales en riesgo de extinción, como lobos grises mexicanos y los lobos rojos. El equipo de Sinogene planea recuperar especies perdidas o aumentar el número de poblaciones de animales en peligro de extinción.
En un estudio reciente en el que se utilizaron esturiones, los científicos han realizado mejoras en una técnica conocida como transferencia de células nucleares somáticas, con el objetivo final de salvar especies en peligro de extinción. Los esturiones están en peligro debido a los altos niveles de caza furtiva, la creciente destrucción de los hábitats, la contaminación del agua y la sobrepesca. La técnica de transferencia de células nucleares somáticas es un método de clonación bien conocido que se ha utilizado durante años, pero se centra en especies que están prosperando en lugar de especies en peligro de extinción o extintas. Esta técnica generalmente utiliza una sola célula donante somática con una sola manipulación y la inserta en un óvulo receptor de la especie de interés. Recientemente se ha descubierto que la posición en la que se encuentra esa célula somática dentro del receptor es muy importante para clonar con éxito una especie. Al realizar ajustes al método original de utilizar una sola célula somática y, en su lugar, utilizar múltiples células somáticas donantes para insertarlas en el óvulo receptor, aumentará enormemente la probabilidad de que las células somáticas donantes estén en la posición crucial del óvulo. Este aumento dará como resultado mayores tasas de éxito con la clonación. Hay investigaciones en curso que utilizan este método mejorado, pero a partir de los datos recopilados hasta ahora, parece ser un método razonable y pronto podrá contribuir a evitar que especies como los esturiones se pongan en peligro y posiblemente evitar que se extingan.
La clonación de animales extintos hace mucho tiempo utilizando los métodos actuales es imposible, porque el ADN comienza a desnaturalizarse después de la muerte, lo que significa que el genoma completo de una especie extinta no está disponible para ser reproducido. Sin embargo, nuevos estudios que utilizan edición de genoma han sugerido que puede ser posible "recuperar" rasgos de especies extintas incorporando genes de la especie extinta en el genoma de un organismo vivo estrechamente relacionado. Actualmente, el laboratorio de George Church en el Instituto Wyss de la Universidad Harvard está realizando una investigación para modificar genéticamente a los elefantes asiáticos para que expresen genes del extinto mamut. Sus objetivos al hacer esto son expandir el hábitat disponible para los elefantes asiáticos y restablecer las interacciones ecológicas en las que los mamuts lanudos desempeñaron un papel antes de su extinción.

## Historia y comercialización
ViaGen comenzó ofreciendo servicios de clonación a la industria ganadera y equina en 2003, y más tarde, como ViaGen Pets, incluyó la clonación de gatos y perros en 2016. La empresa subsidiaria comenzó a otorgar licencias, y posee una patente de clonación que está licenciada a su único competidor a partir de 2018, quien también ofrece servicios de clonación de animales. (Viagen es una subsidiaria de Precigen.)
La primera mascota clonada comercialmente fue un gato llamado Little Nicky, producido en 2004 por la compañía Genetic Savings & Clone para una mujer del norte de Texas por un precio de 50.000 dólares. El 21 de mayo de 2008, BioArts International anunció un servicio comercial limitado de clonación de perros (a través de un programa llamado Best Friends Again) en asociación con una empresa coreana llamada Sooam Biotech. Este programa surgió después del anuncio de la clonación exitosa de un perro de la familia llamado Missy, un logro ampliamente publicitado en el Proyecto Missyplicity. En septiembre de 2009, BioArts anunció el fin de su servicio de clonación de perros. En julio de 2008, la Universidad Nacional de Seúl (co-padres de Snuppy, supuestamente el primer perro clonado del mundo en 2005) crearon cinco clones de un perro llamado Booger para su dueña californiana. La mujer pagó 50.000 dólares por este servicio.
Sooam Biotech continuó desarrollando técnicas patentadas para clonar perros basándose en una licencia de la subsidiaria de ViaGen, stART Licensing (que poseía la patente original para el proceso de clonación animal). Aunque el animal en sí no es patentable, el proceso está protegido por una patente. Sooam creó cachorros clonados para dueños cuyos perros habían muerto, cobrando $100,000 por clon. Se informó que Sooam Biotech había clonado aproximadamente 700 perros en 2015 y que estaba produciendo 500 embriones clonados de varias razas por día en 2016. En 2015, el período más largo después del cual Sooam Biotech pudo clonar un cachorro fue de 12 días desde la muerte del perro mascota original.
Sinogene Biotechnology creó el primer perro clonado chino en 2017 antes de comercializar el servicio de clonación y unirse al mercado de clonación de mascotas. En 2019, Sinogene creó con éxito el primer gato clonado chino. En junio de 2022, "Zhuang Zhuang" fue clonado por el laboratorio de Pekín Sinogene. Es el primero del grupo de razas de "sangre caliente" que nace en República Popular China y que recibe la aprobación oficial de la Asociación de la Industria del Caballo de China.

## Controversias

### Bienestar animal
La tasa de mortalidad de los animales clonados es mayor que la de los nacidos por procesos naturales. Esto incluye una discrepancia antes, durante y después del nacimiento en las tasas de supervivencia y la calidad de vida, lo que genera preocupaciones éticas. Se cree que muchas de estas discrepancias provienen de ARN materno ya presente en el ovocito antes de la transferencia de material genético, así como de la metilación del ADN, que contribuyen al desarrollo del animal en el útero de la madre sustituta. Algunos problemas comunes observados con los animales clonados son los telómeros acortados, las secuencias finales repetitivas de ADN cuya longitud decreciente en la vida de un organismo se ha asociado con el envejecimiento; el síndrome de descendencia grande, el tamaño anormal de los individuos clonados debido a cambios en su epigenética (expresión genética); y patrones de metilación del material genético que son tan anormales en comparación con los embriones estándar de la especie que se está clonando, que resultan incompatibles con la vida.

### Clonación de mascotas
Si bien la clonación de mascotas a veces se publicita como un método prospectivo para recuperar un animal de compañía fallecido, la clonación de mascotas no da como resultado animales que sean exactamente iguales a la mascota anterior (en apariencia o personalidad). Aunque el animal en cuestión sea clonado, todavía existen diferencias fenotípicas que pueden afectar su apariencia o salud. Este problema salió a la luz con la clonación de un gato llamado Rainbow. El clon de Rainbow, más tarde llamado CC, era genéticamente idéntico a Rainbow, pero los patrones de coloración de CC no eran los mismos debido al desarrollo del gatito dentro del útero, así como a disparidades genéticas aleatorias en el clon, como la variable de la inactivación del cromosoma X.
A pesar de sus controversias, el estudio de la clonación de mascotas tiene el potencial de contribuir al conocimiento científico, veterinario y médico, y es un recurso potencial en los esfuerzos por preservar a las especies salvajes en peligro de extinción cercanas a los gatos y a los perros domésticos.
En 2005, el miembro de Asamblea Estatal de California, Lloyd Levine, presentó un proyecto de ley para prohibir la venta o transferencia de clones de mascotas en California. Ese proyecto de ley fue rechazado.